# ハリー・クーヴァー

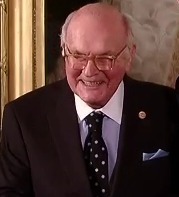
2010年、バラク・オバマにアメリカ国家技術賞を授与される前のハリー・クーヴァー

ハリー・クーヴァー（Harry Wesley Coover, Jr. 、1917年3月6日 - 2011年3月26日）は、最初の瞬間接着剤であるイーストマン910の発明者である。

## 生い立ち
ニューアーク (デラウェア州)で生まれ、ホバート・アンド・ウィリアム・スミス・カレッジで学士号、コーネル大学で修士号及び博士号を取得した。彼は1944年から1973年まで、化学者としてイーストマン・コダックで働き、1973年から1984年には副社長を務めた。退職後は、キングスポート (テネシー州)に転居し、余生を過ごした。

## 瞬間接着剤
1942年、透明なプラスチックの銃の照準器の素材について研究していた時、クーヴァーらは、2つの大戦当時、大きな傷の縫合の代用に用いられていたシアノアクリレートを試験し、粘つきすぎるとして、不採用とした。9年後、クーヴァーは、ジェット機の円蓋のための耐熱ポリマーを発明する研究を監督していたが、シアノアクリレートが再び試され、その粘つきが再確認された。しかしこの時は、クーヴァーは、自分がユニークな接着剤を発見していたのだと気付いた。1958年、この接着剤は、コダックよりスーパーグルーとして発売された。
一般的に、シアノアクリレートはアクリル基のついた樹脂で、水（水酸化物イオン）の存在下で急速に重合し、長く強い鎖を作る。湿気があると固まってしまうため、チューブやボトルに入った接着剤でも時間が経つと空気中の湿気で固まってしまう。これを避けるため、容器を開けた後は、気密性の容器でシリカゲルと一緒に保存しなければならない。
シアノアクリレートは、ガラスやプラスチック等のような孔のない表面を作るため、指紋の採取用に用いられる。温めると蒸気を出して見えない指紋と反応し、空気中の水分によって、指紋の縁に沿ってポリマーを形成する。浮き上がった指紋は裸眼でも見ることができるようになる。

スーパーグルーを構成するメチルシアノアクリレートの化学構造

また、この物質は固体同士を接着させることができた。クーヴァーは体組織の接着に使えることに気づき、特許を取った。ベトナム戦争で初めて、負傷した兵士が手術を受けられるまでのつなぎとして、負傷した臓器の組織の一時的な接着に用いられた。現在では、縫合跡の残らない外科手術として、世界中で行われている。

## その他の発明
クーヴァーは460もの特許を持っており、スーパーグルーはそのうちの1つである。彼は、研究開発に重点を置いた経営論である「プログラム化されたイノベーション」という概念を打ち出し、これを導入したコダックでは、320の新しい製品が生み出され、売り上げは18億ドルから25億ドルに上昇した。クーヴァーは後に国際経営コンサルタントになり、世界中の顧客企業に「プログラム化されたイノベーション」論を説いた。
クーヴァーは、その顕著な発明や創造の業績に対して、Southern Chemist Man of the Year Awardを受賞した。また、Earle B. Barnes Award for Leadership in Chemical Research Management、Maurice Holland Award、IRI Achievement Award等も受賞し、Industrial Research InstituteからIRIメダルを授与されている。2004年には全米発明家殿堂に選ばれ、2010年にはアメリカ国家技術賞を受賞した。
クーヴァーは、2011年3月26日にキングスポートの自宅で死去した。